# Storøya (Bodø)
Pour les articles homonymes, voir Storøya.

Storøya est une île sur le lac de Vatnvatnet dans la commune de Bodø, dans le comté de Nordland en Norvège.

## Description
Le lac de Vatnvatnet (en) est situé sur la péninsule de Bodø, à 4 mètres d'altitude, sur la partie la plus étroite de la péninsule. 
L'île constitue la ligne de démarcation entre la péninsule intérieure et extérieure de Bodø. Au nord du lac se trouve Sørfjorden, tandis qu'au sud se trouve le Saltfjord. Il y a quelques cottages de vacances sur l'île qui est reliée par la route aux rives du lac.